# Saint-Aignan-sur-Ry
Pour les articles homonymes, voir Saint-Aignan.
Saint-Aignan-sur-Ry est une commune française située dans le département de la Seine-Maritime en région Normandie.

## Géographie

### Communes limitrophes
| Catenay           |                     | Boissay            |
| Blainville-Crevon | Saint-Aignan-sur-Ry | Le Héron           |
|                   | Ry                  | Elbeuf-sur-Andelle |

### Hydrographie
La commune est située dans le bassin Seine-Normandie. Elle est drainée par le Crevon et divers autres petits cours d'eau,.
Le Crevon, d'une longueur de 16 km, prend sa source dans la commune de Saint-Germain-des-Essourts et se jette  dans l'Andelle à Vascœuil, après avoir traversé sept communes. 

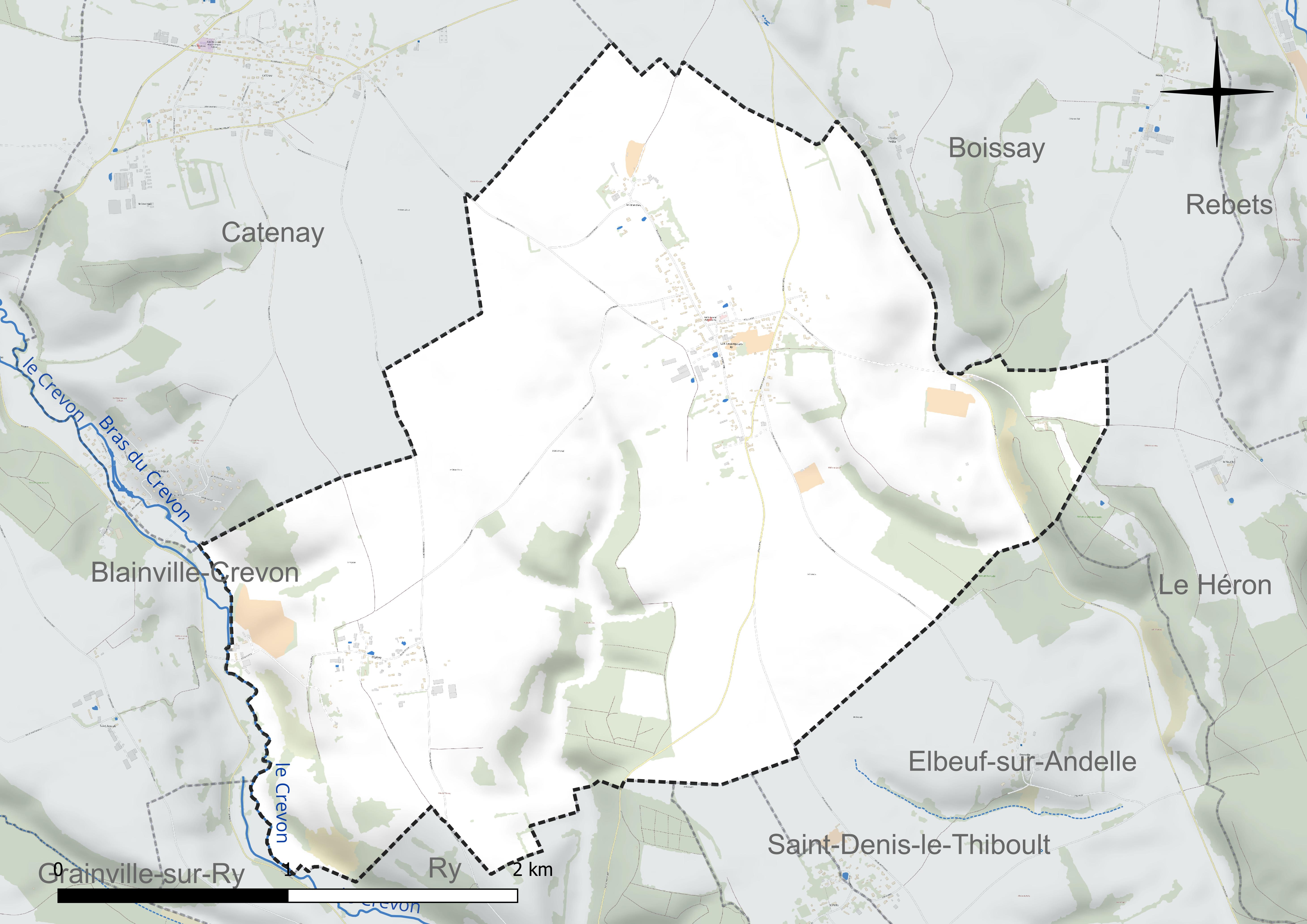
Réseau hydrographique de Saint-Aignan-sur-Ry.

### Climat
Pour des articles plus généraux, voir Climat de la Normandie et Climat de la Seine-Maritime.
En 2010, le climat de la commune est de type climat océanique dégradé des plaines du Centre et du Nord, selon une étude du CNRS s'appuyant sur une série de données couvrant la période 1971-2000. En 2020, Météo-France publie une typologie des climats de la France métropolitaine dans laquelle la commune est exposée à un climat océanique et est dans la région climatique Côtes de la Manche orientale, caractérisée par un faible ensoleillement (1 550 h/an) ; forte humidité de l’air (plus de 20 h/jour avec humidité relative > 80 % en hiver), vents forts fréquents. Parallèlement le GIEC normand, un groupe régional d’experts sur le climat, différencie quant à lui, dans une étude de 2020, trois grands types de climats pour la région Normandie, nuancés à une échelle plus fine par les facteurs géographiques locaux. La commune est, selon ce zonage, exposée à un « climat maritime », correspondant au Pays de Caux, frais, humide et pluvieux, légèrement plus frais que dans le Cotentin.
Pour la période 1971-2000, la température annuelle moyenne est de 10,1 °C, avec une amplitude thermique annuelle de 13,7 °C. Le cumul annuel moyen de précipitations est de 855 mm, avec 13,2 jours de précipitations en janvier et 8,6 jours en juillet. Pour la période 1991-2020, la température moyenne annuelle observée sur la station météorologique la plus proche, située sur la commune de Boos à 17 km à vol d'oiseau, est de 10,9 °C et le cumul annuel moyen de précipitations est de 847,5 mm,. Pour l'avenir, les paramètres climatiques de la commune estimés pour 2050 selon différents scénarios d’émission de gaz à effet de serre sont consultables sur un site dédié publié par Météo-France en novembre 2022.

## Urbanisme

### Typologie
Au 1er janvier 2024, Saint-Aignan-sur-Ry est catégorisée commune rurale à habitat dispersé, selon la nouvelle grille communale de densité à sept niveaux définie par l'Insee en 2022.
Elle est située hors unité urbaine. Par ailleurs la commune fait partie de l'aire d'attraction de Rouen, dont elle est une commune de la couronne,. Cette aire, qui regroupe 317 communes, est catégorisée dans les aires de 200 000 à moins de 700 000 habitants,.

### Occupation des sols
L'occupation des sols de la commune, telle qu'elle ressort de la base de données européenne d’occupation biophysique des sols Corine Land Cover (CLC), est marquée par l'importance des territoires agricoles (85,8 % en 2018), en diminution par rapport à 1990 (90,4 %). La répartition détaillée en 2018 est la suivante : 
terres arables (57,6 %), prairies (22,4 %), forêts (9,6 %), zones agricoles hétérogènes (5,7 %), zones urbanisées (4,6 %). L'évolution de l’occupation des sols de la commune et de ses infrastructures peut être observée sur les différentes représentations cartographiques du territoire : la carte de Cassini (XVIIIe siècle), la carte d'état-major (1820-1866) et les cartes ou photos aériennes de l'IGN pour la période actuelle (1950 à aujourd'hui).

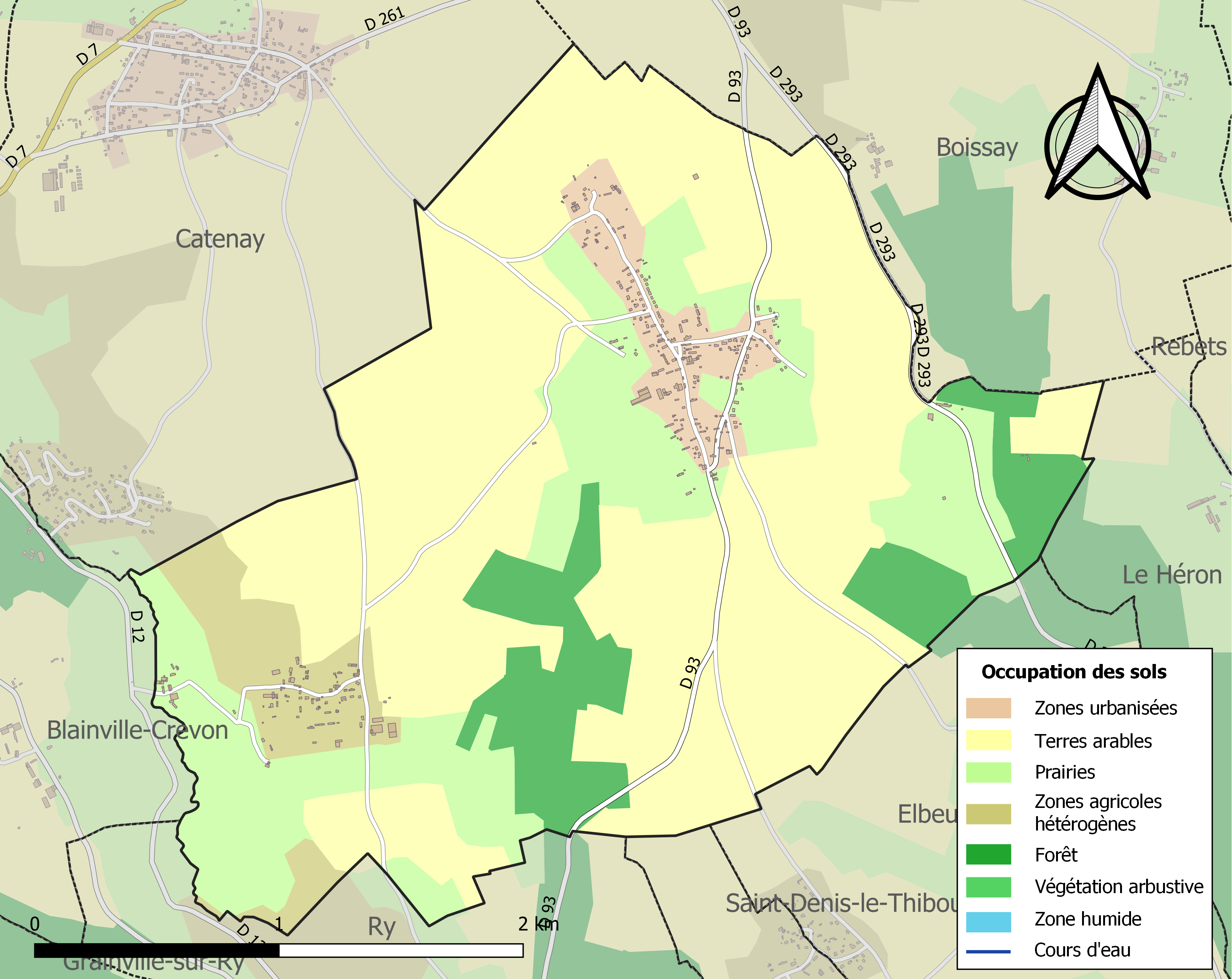
Carte des infrastructures et de l'occupation des sols de la commune en 2018 (CLC).

## Toponymie
Le nom de la localité est attesté sous la forme Sancto Aniano entre 1050 et 1066, Seint-Aignen super Riu vers 1210, Ecclesia Sancti Aniani vers 1240, Apud Sanctum Anianum en 1242, Sanctus Anianus en  1337, Saint-Aignan-sur-Ry en 1430, Saint-Aignan en 1715, Saint-Aignan-sur-Ry en 1952.
L'hagiotoponyme Saint Aignan fait référence à Aignan d'Orléans, ancien évêque d'Orléans, saint patron de la paroisse
Le déterminant locatif sur-Ry fait référence au toponyme de la commune voisine, sans doute du gaulois ritu, « gué, passage d'eau ».

## Politique et administration

### Liste des maires
| Période   | Période                    | Identité                        | Étiquette | Qualité |
| --------- | -------------------------- | ------------------------------- | --------- | --- |
|           | 1794                       | Jean Lemoyne                    |           | Journalier |
| 1794      | 1795                       | Adrien Fortier                  |           | Cultivateur |
| 1795      | 1798                       | Charles Massif                  |           | Cultivateur |
| 1798      | 1800                       | Pierre-Louis Brunel             |           | Cultivateur |
| 1800      | 1804                       | Pierre Guérard                  |           | Cultivateur |
| 1804      | 1808                       | Jean-Baptiste Chirode           |           | Cultivateur |
| 1808      | 1819                       | André-Robert Mustel des Essarts |           | Militaire |
| 1819      | 1831                       | Jean-Baptiste Chirode           |           | Cultivateur |
| 1831      | 1832                       | Pierre Dubos                    |           | Cultivateur |
| 1832      | 1835                       | Charles Fournier                |           | Maréchal-ferrant |
| 1835      | 1848                       | Pierre Dubos                    |           | Cultivateur |
| 1848      | 1852                       | Charles Fournier                |           | Maréchal-ferrant |
| 1852      | 1855                       | Pierre Dubos                    |           | Cultivateur |
| 1855      | 1870                       | Sosthène Drouet                 |           | Meunier |
| 1870      | 1875                       | Charles Fournier                |           | Maréchal-ferrant |
| 1875      | 1881                       | Gustave Cousin                  |           | Cultivateur |
| 1881      | 1884                       | Louis Lefebvre                  |           | Cultivateur |
| 1884      | 1893                       | Delphin Langlois                |           | Cultivateur |
| 1893      | 1896                       | Georges Cousin                  |           | Cultivateur |
| 1896      |                            | Louis Lefebvre                  |           | Cultivateur |
| 1977      | 1983                       | Marius Langlois                 |           | |
| 1983      | 1995                       | Maurice Duval                   |           | |
| juin 1995 | En cours (au 10 août 2020) | Jean-Pierre Carpentier          |           | Retraité de la SNCF Vice-président de la CC du Moulin d'Écalles (2014 → 2016) Vice-président de la CC Inter-Caux-Vexin (2017 → ) Réélu pour le mandat 2020-2026, |

## Démographie
L'évolution du nombre d'habitants est connue à travers les recensements de la population effectués dans la commune depuis 1793. Pour les communes de moins de 10 000 habitants, une enquête de recensement portant sur toute la population est réalisée tous les cinq ans, les populations de référence des années intermédiaires étant quant à elles estimées par interpolation ou extrapolation. Pour la commune, le premier recensement exhaustif entrant dans le cadre du nouveau dispositif a été réalisé en 2006.

En 2022, la commune comptait 341 habitants, en évolution de −1,45 % par rapport à 2016 (Seine-Maritime : +0,35 %, France hors Mayotte : +2,11 %).
| 1793 | 1800 | 1806 | 1821 | 1831 | 1836 | 1841 | 1846 | 1851 |
| ---- | ---- | ---- | ---- | ---- | ---- | ---- | ---- | ---- |
| 351  | 333  | 337  | 366  | 339  | 333  | 326  | 302  | 302  |

| 1856 | 1861 | 1866 | 1872 | 1876 | 1881 | 1886 | 1891 | 1896 |
| ---- | ---- | ---- | ---- | ---- | ---- | ---- | ---- | ---- |
| 303  | 319  | 288  | 271  | 245  | 239  | 226  | 255  | 239  |

| 1901 | 1906 | 1911 | 1921 | 1926 | 1931 | 1936 | 1946 | 1954 |
| ---- | ---- | ---- | ---- | ---- | ---- | ---- | ---- | ---- |
| 229  | 208  | 206  | 181  | 189  | 199  | 181  | 172  | 173  |

| 1962 | 1968 | 1975 | 1982 | 1990 | 1999 | 2006 | 2011 | 2016 |
| ---- | ---- | ---- | ---- | ---- | ---- | ---- | ---- | ---- |
| 170  | 162  | 178  | 200  | 265  | 281  | 292  | 315  | 346  |

| 2021 | 2022 | - | - | - | - | - | - | - |
| ---- | ---- | - | - | - | - | - | - | - |
| 346  | 341  | - | - | - | - | - | - | - |

## Culture locale et patrimoine

### Lieux et monuments

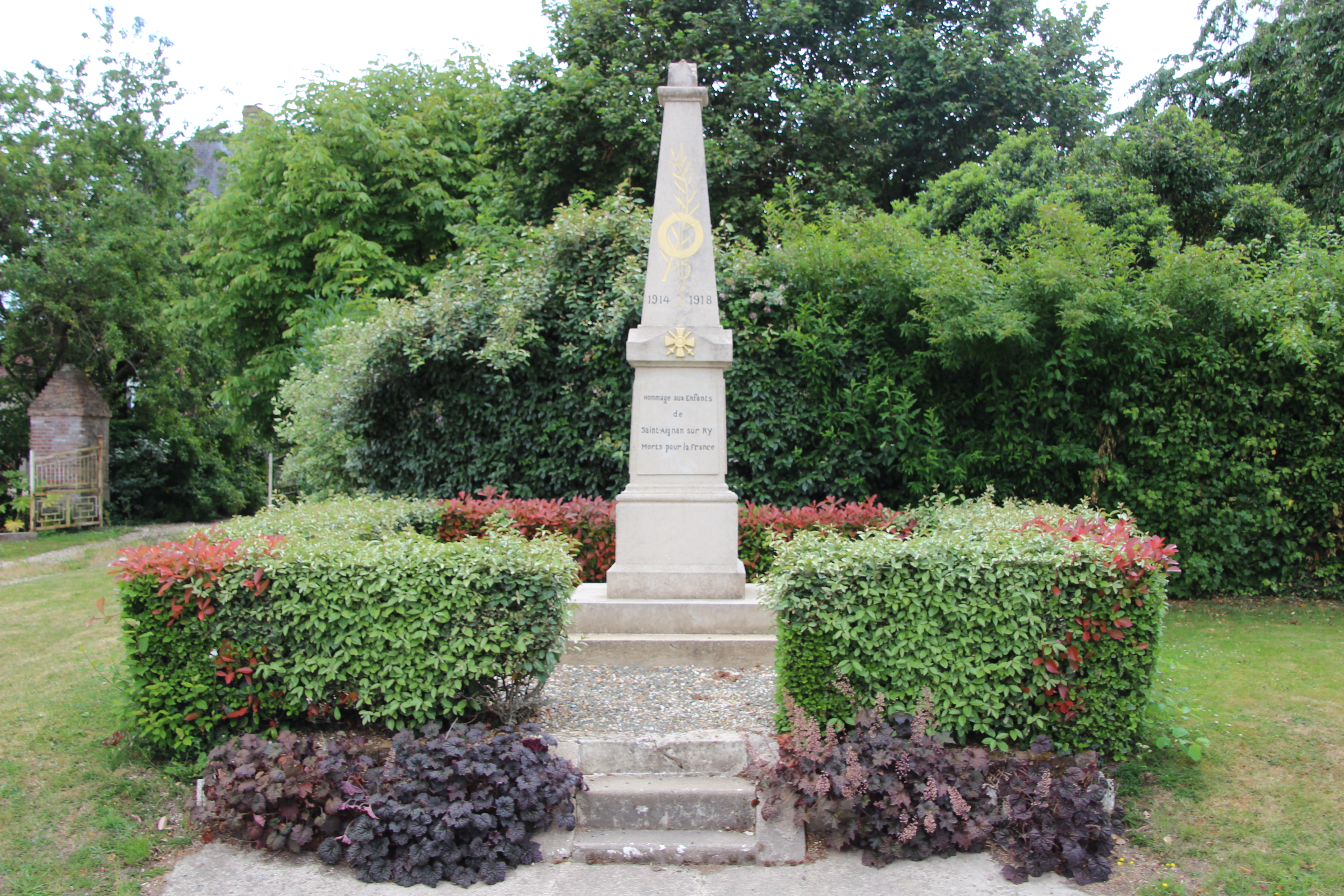
Saint Aignan sur Ry

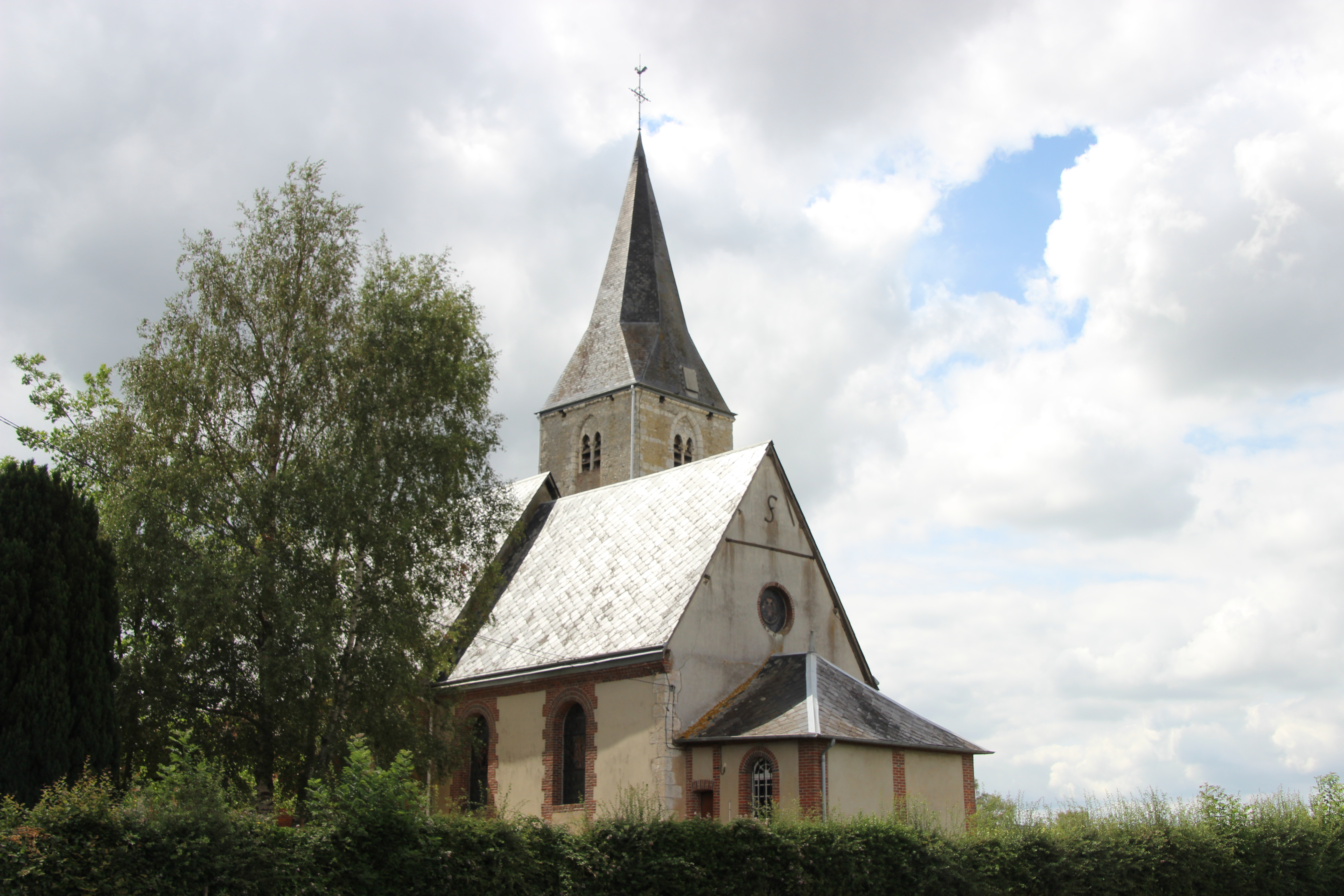
Vue du chevet de l'église Saint Aignan

Église Saint-Aignan.

### Personnalités liées à la commune
- Victor-Napoléon Marcadé (1810-1854), avocat.

### Héraldique
| Armes de Saint-Aignan-sur-Ry | Les armes de la commune de Saint-Aignan-sur-Ry se blasonnent ainsi : Tiercé en fasce : au 1) de sinople aux deux herses aratoires d’or, au 2) d’argent aux trois croissants d’azur rangés en fasce, au 3) de gueules aux deux feuilles de ginko biloba d’or, les tiges passées en sautoir. |